# Kuikseind
Kuikseind is een buurtschap in de gemeente Oirschot in de Nederlandse provincie Noord-Brabant. Het ligt iets ten zuiden van het dorp Middelbeers.
Even ten zuidwesten van deze buurtschap ligt het naturistenterrein "Kuikseind" van het Nederlands Verbond van Naturisten Zon en Leven.
De route wordt aangegeven door bewegwijzering met het opschrift "NVN Zon en Leven".
Dorpen: Middelbeers · Oostelbeers · Oirschot · Spoordonk 

Buurtschappen: Boterwijk · Evenheuvel · Groene Woud · Hedel · Hoogeind · Huygevoort · Kattenberg · Kuikseind · Lieveld · Pandgat · Polsdonken · Straten · Theetuin · Tregelaar · Voorteind · Westelbeers

Noord-Brabant: Steden en dorpen      Nederland: Provincies · Gemeenten